# Salateira

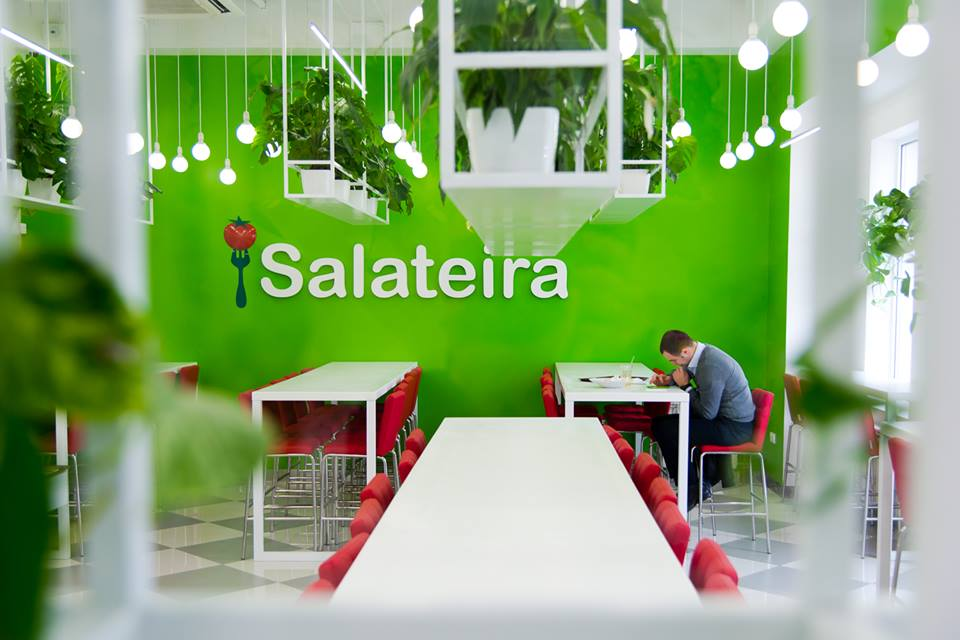
Локація ресторану на Сагайдачного

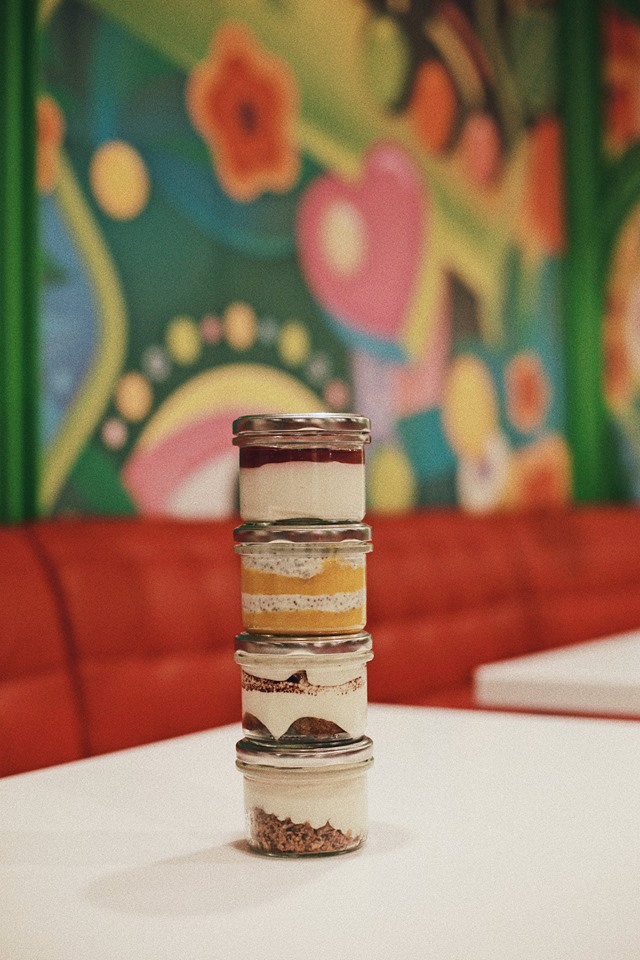
Десерти

Salateira ‒ українська міжнародна мережа ресторанів здорового харчування, заснована у 2011 році.

## Діяльність

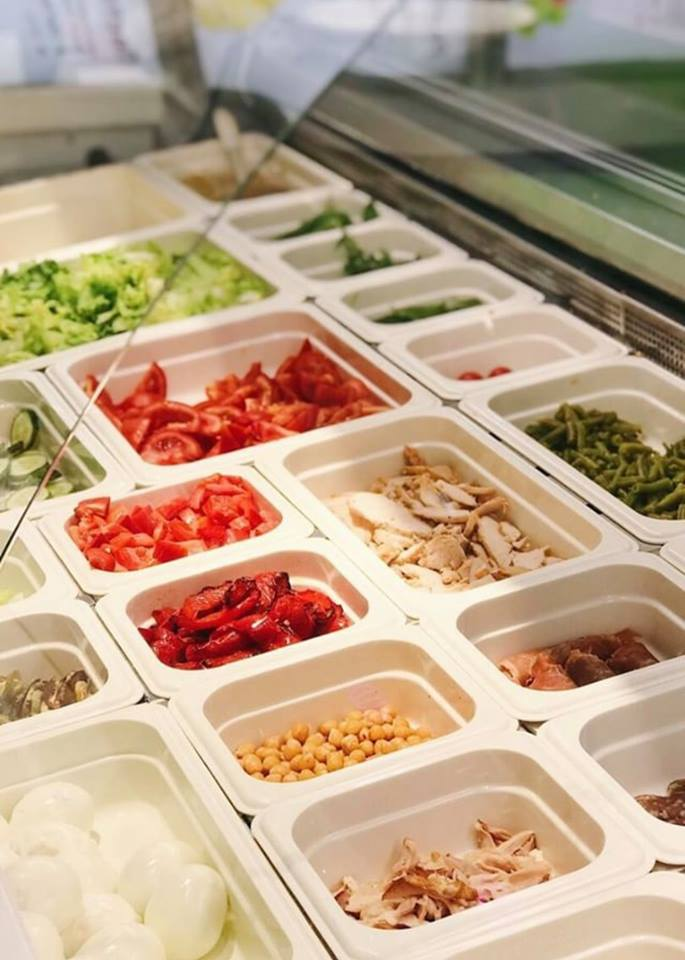
Вітрина з продуктами

### Історія створення
Основою для створення закладу послугувала європейська модель салат-барів швидкого харчування, що була адаптована під українського споживача. Ідея створити заклад нового типу належить Євгену Рубану ‒ одному із засновників та партнерів мережі. Згодом до нього приєдналися Олександр Савілов та Ірина Добруцька.
Перший ресторан мережі був відкритий у грудні 2011 року в ТРЦ «Sky Mall» в Києві. На разі функціонує 14 ресторанів мережі «Salateira», з них: 11 закладів розташовані у Києві (на Ярославській, Сагайдачного, Володимирській, у ТРЦ «Проспект», ТК «Олімпійський», ТРК «Аладдін», ТРЦ «Караван», ТЦ «Глобус», ТРЦ «Lavina Mall», ТРЦ «Sky Mall»), 1 з яких відкрито за франшизою (ТРЦ «РайON»), 1 у Харкові (ТРЦ «Караван») та 3 за кордоном.

### Основні принципи роботи
У «Salateira» діє принцип «відкритої кухні», завдяки чому гості можуть спостерігати за всіма процесами приготування страви.
Основу меню складають свіжі салати, оригінальні пасти, сандвічі, справжні равіолі, авторські десерти, крем-супи та напої. Кожні три місяці ресторан пропонує нове особливе сезонне меню з авторськими рецептами від бренд-шефа основу якого складають сезонні продукти. Окрім того, на базі ресторанів діє і пропозиції Wonder Week, що дають змогу поласувати випічкою та оригінальними салатами, приуроченими до свят та особливих подій.

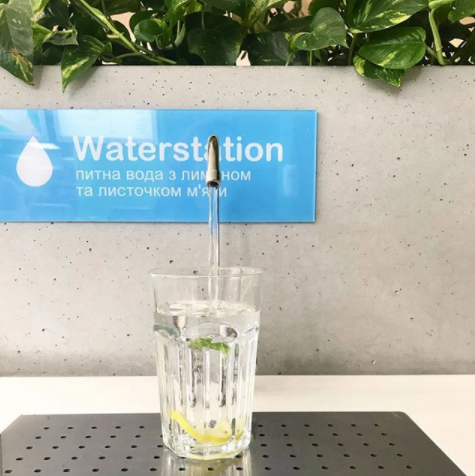
Комплімент для гостей. Вода з м'ятою та лимоном

На базі кожного ресторану мережі функціонує зона water station, де будь-яка людина може безкоштовно випити води з лимоном і м'ятою.

### Проекти
- «Space» ‒ тренувальний центр, створений для навчання та адаптації персоналу компанії, а також простір, що надається для персональних тренінгів, лекцій та подій.
- «Grow Up School» ‒ школа з розвитку та мотивації персоналу компанії.
- «Job Bot Salateira» ‒ чат-бот, що дозволяє пройти співбесіду в компанії.

## «Salateira» у країнах світу

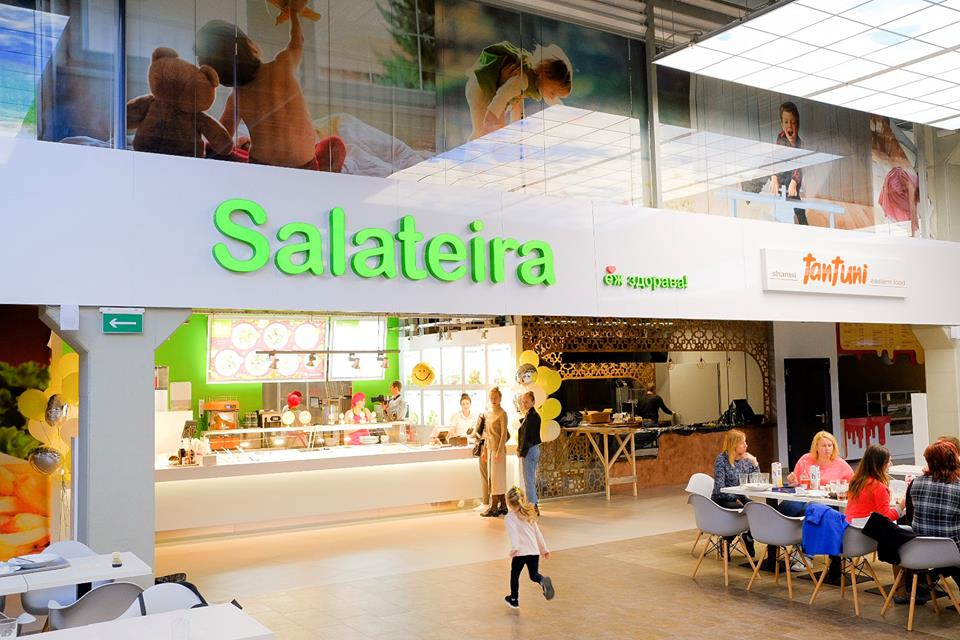
Ресторан у Мінську в ТРЦ «Diamond City»

Відкрито франшизи трьох ресторанів у Мінську (Білорусь): ТРЦ «Galleria Minsk», ТРЦ «Dana Mall» та ТРЦ «Diamond City».

## Нагороди та відзнаки
- Перемога на премії «HR бренд 2018» в номінації «Столиця» з проектом «Job Bot Salateira»;
- Фіналіст національної ресторанної премії «Сіль 2016» в номінації «Краще міське кафе»[1];
- Перемога у проекті «Кращий ресторан» з Русланом Сенічкіним.